# Jörg Erb (Musiker)
Jörg Erb (* 18. Mai 1960 in Düsseldorf, auch Jörg Erb-Dosch) ist ein deutscher Musiker, Komponist und Textdichter.

## Leben
Jörg Erb wuchs in Neuss, Harthausen und Heusenstamm auf. 1983 trat er im Talentschuppen erstmals als Musiker auf, arbeitete aber zunächst als Buchhändler, Verlagsvertreter und Systemischer Berater.
Als Co-Autor veröffentlichte er u. a. Vom Saulus zum Paulus des Autors Johannes Kneifel. Im Jahr 2006 erschien das Konzeptalbum Zwölf. Im Jahr 2021 veröffentlichte er sein Album Am Leben so dicht, das im Rahmen der Reihe Hamburg Sounds von NDR 90,3 vorgestellt und im gleichen Jahr für den Preis der deutschen Schallplattenkritik nominiert wurde. Auch der Belgische Rundfunk stellte sein Album in einer einstündigen Sendung vor. 2023 erschien das zweite Album In anderem Licht.
Erb lebt und arbeitet in Hamburg. Sein Vater ist der deutsche Verleger Hans F. Erb.

## Diskographie
- 2006 Zwölf
- 2020 Avenues Twinsongs Vol. 1
- 2020 Jörg Erb live
- 2020 Songs aus der Kammer
- 2020 Sommerrestabendwind (Single)
- 2021 Bald (Single)
- 2021 Hut und Mantel (Single)
- 2021 Am Leben so dicht
- 2023 In anderem Licht